# Węzeł zwykły

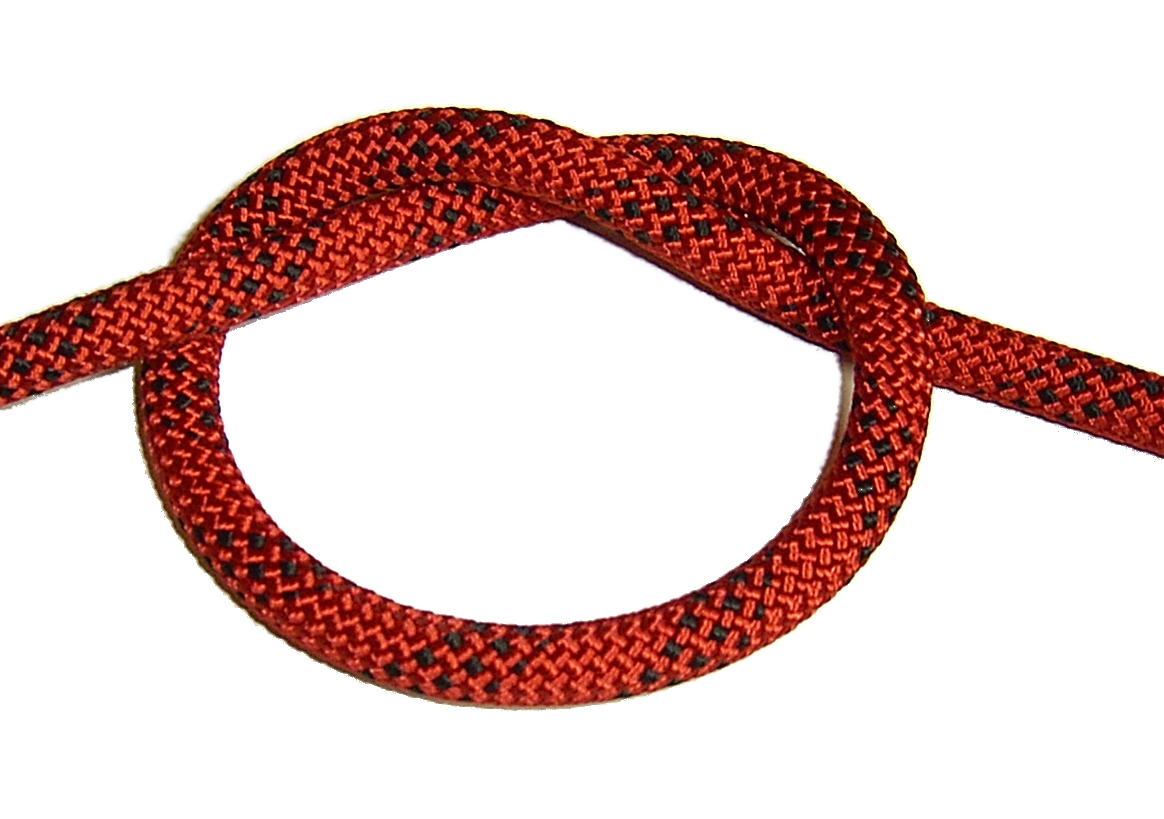
Węzeł zwykły

Węzeł zwykły (inaczej supeł lub półsztyk) – najprostszy rodzaj węzła.
Jest stosowany we wspinaczce i żeglarstwie m.in. jako węzeł zabezpieczający inny węzeł przed rozwiązaniem. Czasem stosowany jako zabezpieczenie liny przed wysunięciem się z bloczka lub kipy, jednak w tym celu lepiej stosować ósemkę.
Zawiązany na linie złożonej podwójnie tworzy pętlę nieruchomą zwaną kluczką.

## Zalety
- bardzo łatwy do zawiązania

## Wady
- zaciska się pod wpływem obciążenia i może być bardzo trudny do rozwiązania
- może rozwiązać się podczas manipulacji liną, jeśli nie jest obciążony – bezpieczniejszy jest węzeł podwójny zwykły